# Efa pstra
Efa pstra, efa egipska, korbacz egipski (Echis coloratus) – gatunek jadowitego węża z rodziny żmijowatych (Viperidae).

## Opis
Dorasta do 75 cm długości

## Występowanie
Węża tego spotkać można w Egipcie, Izraelu, Jordanii i na Półwyspie Arabskim.
Jego siedlisko to skaliste pustynie (nigdy nie spotkano jej na piaszczystej). Żyje na wysokości od poziomu morza do 2500 metrów.

## Rozmnażanie
Samica składa jednorazowo od 6 do 8 jaj.

## Synonimy
- Echis froenata Duméril, Bibron & Duméril, 1854 (nomen oblitum)
- E[chis]. carinata var. frenata – Jan, 1863
- Echis colorata Günther, 1878
- Echis frenata – Pfeffer, 1893
- Echis coloratus – Boulenger, 1896
- Echis coloratus coloratus – Cherlin, 1983
- Echis [(Turanechis)] froenatus – Cherlin, 1990[8]